# Colton Orr
Colton Douglas Orr, född 3 mars 1982 i Winnipeg, Manitoba, är en kanadensisk före detta professionell ishockeyspelare. Han representerade NHL-lagen Boston Bruins, New York Rangers och Toronto Maple Leafs. Under NHL-karriären noterades han för sammanlagt 1186 utvisningsminuter på 477 matcher.	
Colton Orr började spela ishockey först vid 11 års ålder. Han är mest känd för sitt tuffa fysiska spel som ofta ledde till ett slagsmål. Orr är inte draftad av någon NHL-klubb.
Han är inte släkt med den före detta ishockeyspelaren Bobby Orr.